# UAE Tour 2022
L'UAE Tour 2022 fou la quarta edició de l'UAE Tour. La cursa es disputà entre el 20 i el 26 de febrer, amb un recorregut de 1.058 km, dividits en set etapes. La cursa forma part de l'UCI World Tour 2022.
El vencedor final fou l'eslovè Tadej Pogačar (UAE Team Emirates), que s'imposà per 22" a Adam Yates (Ineos Grenadiers). Peio Bilbao (Bahrain Victorious) completà el podi.

## Equips participants
Vint equips prendran part a la cursa: disset WorldTeams i tres UCI ProTeams.
| WorldTeams (17)- AG2R Citroën Team - Astana Qazaqstan Team - Bahrain Victorious - Bora-Hansgrohe - EF Education-EasyPost - Groupama-FDJ - Ineos Grenadiers - Intermarché-Wanty-Gobert Matériaux - Israel-Premier Tech - Jumbo-Visma - Lotto-Soudal - Movistar Team - Quick-Step Alpha Vinyl - BikeExchange-Jayco - Team DSM - Trek-Segafredo - UAE Team Emirates ProTeams (3)- Gazprom-RusVelo - Alpecin-Fenix - Bardiani-CSF-Faizanè |
| |

## Etapes
| Etapa    | Data      | Ciutats d'etapa                                           | type                      | Distància (km) | Desnivell (m) | Vencedor de l'etapa | Líder de la general |
| -------- | --------- | --------------------------------------------------------- | ------------------------- | -------------- | ------------- | ------------------- | ------------------- |
| 1a etapa | 20 de feb | Madinat Zayed – Madinat Zayed                             | etapa plana               | 185            | 1.305 m       | Jasper Philipsen    | Jasper Philipsen    |
| 2a etapa | 21 de feb | Illa Al Hudayriat – Escullera d'Abu Dhabi                 | etapa plana               | 173            | 319 m         | Mark Cavendish      | Jasper Philipsen    |
| 3a etapa | 22 de feb | Ajman – Ajman                                             | contrarellotge individual | 9              | 9 m           | Stefan Bissegger    | Stefan Bissegger    |
| 4a etapa | 23 de feb | Fujairah Fort – Jabal Bil Ays                             | etapa de muntanya         | 181            | 2.645 m       | Tadej Pogačar       | Tadej Pogačar       |
| 5a etapa | 24 de feb | Ras al-Khaimah – Al Marjan Island                         | etapa plana               | 182            | 542 m         | Jasper Philipsen    | Tadej Pogačar       |
| 6a etapa | 25 de feb | Exposició universal de 2020 – Exposició universal de 2020 | etapa plana               | 180            | 387 m         | Mathias Vacek       | Tadej Pogačar       |
| 7a etapa | 26 de feb | Al-Ain – Jebel Hafeet                                     | etapa de muntanya         | 148            | 1.375 m       | Tadej Pogačar       | Tadej Pogačar       |

### Etapa 1
| \| Classificació de l'etapa \| Classificació de l'etapa \| Classificació de l'etapa \| Classificació de l'etapa \| Classificació de l'etapa \| \| Corredor \| Corredor \| Equip \| Temps \| \| \| ------------------------ \| ------------------------ \| ---------------------------------- \| ------------------------ \| ------------------------ \| \| 1r \| Jasper Philipsen \| Alpecin-Fenix \| 4h 42' 34" \| \| \| 2n \| Sam Bennett \| Bora-Hansgrohe \| + 0" \| \| \| 3r \| Elia Viviani \| Ineos Grenadiers \| + 0" \| \| \| 4t \| Dylan Groenewegen \| BikeExchange-Jayco \| + 0" \| \| \| 5è \| Emīls Liepiņš \| Trek-Segafredo \| + 0" \| \| \| 6è \| Arnaud Démare \| Groupama-FDJ \| + 0" \| \| \| 7è \| Max Kanter \| Movistar Team \| + 0" \| \| \| 8è \| Olav Kooij \| Jumbo-Visma \| + 0" \| \| \| 9è \| Tom Devriendt \| Intermarché-Wanty-Gobert Matériaux \| + 0" \| \| \| 10è \| Pascal Ackermann \| UAE Team Emirates \| + 0" \| \| |                   |                                    |            |
| |                   |                                    |            |
| Font: ProCyclingStats |                   |                                    |            |
| Classificació de l'etapa |                   |                                    |            |
| Corredor | Corredor          | Equip                              | Temps      |
| 1r | Jasper Philipsen  | Alpecin-Fenix                      | 4h 42' 34" |
| 2n | Sam Bennett       | Bora-Hansgrohe                     | + 0"       |
| 3r | Elia Viviani      | Ineos Grenadiers                   | + 0"       |
| 4t | Dylan Groenewegen | BikeExchange-Jayco                 | + 0"       |
| 5è | Emīls Liepiņš     | Trek-Segafredo                     | + 0"       |
| 6è | Arnaud Démare     | Groupama-FDJ                       | + 0"       |
| 7è | Max Kanter        | Movistar Team                      | + 0"       |
| 8è | Olav Kooij        | Jumbo-Visma                        | + 0"       |
| 9è | Tom Devriendt     | Intermarché-Wanty-Gobert Matériaux | + 0"       |
| 10è | Pascal Ackermann  | UAE Team Emirates                  | + 0"       |

| \| Classificació general \| Classificació general \| Classificació general \| Classificació general \| Classificació general \| \| Corredor \| Corredor \| Equip \| Temps \| \| \| --------------------- \| --------------------- \| --------------------- \| --------------------- \| --------------------- \| \| 1r \| Jasper Philipsen \| Alpecin-Fenix \| 4h 42' 24" \| \| \| 2n \| Sam Bennett \| Bora-Hansgrohe \| + 4" \| \| \| 3r \| Dmitri Strakhov \| Gazprom-RusVelo \| + 4" \| \| \| 4t \| Elia Viviani \| Ineos Grenadiers \| + 6" \| \| \| 5è \| Alessandro Tonelli \| Bardiani CSF Faizanè \| + 6" \| \| \| 6è \| Xandres Vervloesem \| Lotto-Soudal \| + 8" \| \| \| 7è \| Dylan Groenewegen \| BikeExchange-Jayco \| + 10" \| \| \| 8è \| Emīls Liepiņš \| Trek-Segafredo \| + 10" \| \| \| 9è \| Arnaud Démare \| Groupama-FDJ \| + 10" \| \| \| 10è \| Max Kanter \| Movistar Team \| + 10" \| \| |                    |                      |            |
| |                    |                      |            |
| Font: ProCyclingStats |                    |                      |            |
| Classificació general |                    |                      |            |
| Corredor | Corredor           | Equip                | Temps      |
| 1r | Jasper Philipsen   | Alpecin-Fenix        | 4h 42' 24" |
| 2n | Sam Bennett        | Bora-Hansgrohe       | + 4"       |
| 3r | Dmitri Strakhov    | Gazprom-RusVelo      | + 4"       |
| 4t | Elia Viviani       | Ineos Grenadiers     | + 6"       |
| 5è | Alessandro Tonelli | Bardiani CSF Faizanè | + 6"       |
| 6è | Xandres Vervloesem | Lotto-Soudal         | + 8"       |
| 7è | Dylan Groenewegen  | BikeExchange-Jayco   | + 10"      |
| 8è | Emīls Liepiņš      | Trek-Segafredo       | + 10"      |
| 9è | Arnaud Démare      | Groupama-FDJ         | + 10"      |
| 10è | Max Kanter         | Movistar Team        | + 10"      |

### Etapa 2
| \| Classificació de l'etapa \| Classificació de l'etapa \| Classificació de l'etapa \| Classificació de l'etapa \| Classificació de l'etapa \| \| Corredor \| Corredor \| Equip \| Temps \| \| \| ------------------------ \| ------------------------ \| ---------------------------------- \| ------------------------ \| ------------------------ \| \| 1r \| Mark Cavendish \| Quick-Step Alpha Vinyl \| 4h 20' 45" \| \| \| 2n \| Jasper Philipsen \| Alpecin-Fenix \| + 0" \| \| \| 3r \| Pascal Ackermann \| UAE Team Emirates \| + 0" \| \| \| 4t \| Olav Kooij \| Jumbo-Visma \| + 0" \| \| \| 5è \| Arnaud Démare \| Groupama-FDJ \| + 0" \| \| \| 6è \| Matteo Malucelli \| Gazprom-RusVelo \| + 0" \| \| \| 7è \| Emīls Liepiņš \| Trek-Segafredo \| + 0" \| \| \| 8è \| Tom Devriendt \| Intermarché-Wanty-Gobert Matériaux \| + 0" \| \| \| 9è \| Michael Schwarzmann \| Lotto-Soudal \| + 0" \| \| \| 10è \| Marijn van den Berg \| EF Education-EasyPost \| + 0" \| \| |                     |                                    |            |
| |                     |                                    |            |
| Font: ProCyclingStats |                     |                                    |            |
| Classificació de l'etapa |                     |                                    |            |
| Corredor | Corredor            | Equip                              | Temps      |
| 1r | Mark Cavendish      | Quick-Step Alpha Vinyl             | 4h 20' 45" |
| 2n | Jasper Philipsen    | Alpecin-Fenix                      | + 0"       |
| 3r | Pascal Ackermann    | UAE Team Emirates                  | + 0"       |
| 4t | Olav Kooij          | Jumbo-Visma                        | + 0"       |
| 5è | Arnaud Démare       | Groupama-FDJ                       | + 0"       |
| 6è | Matteo Malucelli    | Gazprom-RusVelo                    | + 0"       |
| 7è | Emīls Liepiņš       | Trek-Segafredo                     | + 0"       |
| 8è | Tom Devriendt       | Intermarché-Wanty-Gobert Matériaux | + 0"       |
| 9è | Michael Schwarzmann | Lotto-Soudal                       | + 0"       |
| 10è | Marijn van den Berg | EF Education-EasyPost              | + 0"       |

| \| Classificació general \| Classificació general \| Classificació general \| Classificació general \| Classificació general \| \| Corredor \| Corredor \| Equip \| Temps \| \| \| --------------------- \| --------------------- \| ---------------------- \| --------------------- \| --------------------- \| \| 1r \| Jasper Philipsen \| Alpecin-Fenix \| 9h 03' 03" \| \| \| 2n \| Dmitri Strakhov \| Gazprom-RusVelo \| + 4" \| \| \| 3r \| Mark Cavendish \| Quick-Step Alpha Vinyl \| + 6" \| \| \| 4t \| Sam Bennett \| Bora-Hansgrohe \| + 10" \| \| \| 5è \| Pascal Ackermann \| UAE Team Emirates \| + 12" \| \| \| 6è \| Elia Viviani \| Ineos Grenadiers \| + 12" \| \| \| 7è \| Michael Kukrle \| Gazprom-RusVelo \| + 12" \| \| \| 8è \| Alessandro Tonelli \| Bardiani CSF Faizanè \| + 12" \| \| \| 9è \| Xandres Vervloesem \| Lotto-Soudal \| + 14" \| \| \| 10è \| Arnaud Démare \| Groupama-FDJ \| + 16" \| \| |                    |                        |            |
| |                    |                        |            |
| Font: ProCyclingStats |                    |                        |            |
| Classificació general |                    |                        |            |
| Corredor | Corredor           | Equip                  | Temps      |
| 1r | Jasper Philipsen   | Alpecin-Fenix          | 9h 03' 03" |
| 2n | Dmitri Strakhov    | Gazprom-RusVelo        | + 4"       |
| 3r | Mark Cavendish     | Quick-Step Alpha Vinyl | + 6"       |
| 4t | Sam Bennett        | Bora-Hansgrohe         | + 10"      |
| 5è | Pascal Ackermann   | UAE Team Emirates      | + 12"      |
| 6è | Elia Viviani       | Ineos Grenadiers       | + 12"      |
| 7è | Michael Kukrle     | Gazprom-RusVelo        | + 12"      |
| 8è | Alessandro Tonelli | Bardiani CSF Faizanè   | + 12"      |
| 9è | Xandres Vervloesem | Lotto-Soudal           | + 14"      |
| 10è | Arnaud Démare      | Groupama-FDJ           | + 16"      |

### Etapa 3
| \| Classificació de l'etapa \| Classificació de l'etapa \| Classificació de l'etapa \| Classificació de l'etapa \| Classificació de l'etapa \| \| Corredor \| Corredor \| Equip \| Temps \| \| \| ------------------------ \| ------------------------ \| ------------------------ \| ------------------------ \| ------------------------ \| \| 1r \| Stefan Bissegger \| EF Education-EasyPost \| 9' 43" \| \| \| 2n \| Filippo Ganna \| Ineos Grenadiers \| + 7" \| \| \| 3r \| Tom Dumoulin \| Jumbo-Visma \| + 14" \| \| \| 4t \| Tadej Pogačar \| UAE Team Emirates \| + 18" \| \| \| 5è \| João Almeida \| UAE Team Emirates \| + 22" \| \| \| 6è \| Mikkel Bjerg \| UAE Team Emirates \| + 24" \| \| \| 7è \| Stefan de Bod \| Astana Qazaqstan Team \| + 24" \| \| \| 8è \| Aleksandr Vlàssov \| Bora-Hansgrohe \| + 25" \| \| \| 9è \| Johan Price-Pejtersen \| Bahrain Victorious \| + 26" \| \| \| 10è \| Jasper Philipsen \| Alpecin-Fenix \| + 28" \| \| |                       |                       |        |
| |                       |                       |        |
| Font: ProCyclingStats |                       |                       |        |
| Classificació de l'etapa |                       |                       |        |
| Corredor | Corredor              | Equip                 | Temps  |
| 1r | Stefan Bissegger      | EF Education-EasyPost | 9' 43" |
| 2n | Filippo Ganna         | Ineos Grenadiers      | + 7"   |
| 3r | Tom Dumoulin          | Jumbo-Visma           | + 14"  |
| 4t | Tadej Pogačar         | UAE Team Emirates     | + 18"  |
| 5è | João Almeida          | UAE Team Emirates     | + 22"  |
| 6è | Mikkel Bjerg          | UAE Team Emirates     | + 24"  |
| 7è | Stefan de Bod         | Astana Qazaqstan Team | + 24"  |
| 8è | Aleksandr Vlàssov     | Bora-Hansgrohe        | + 25"  |
| 9è | Johan Price-Pejtersen | Bahrain Victorious    | + 26"  |
| 10è | Jasper Philipsen      | Alpecin-Fenix         | + 28"  |

| \| Classificació general \| Classificació general \| Classificació general \| Classificació general \| Classificació general \| \| Corredor \| Corredor \| Equip \| Temps \| \| \| --------------------- \| --------------------- \| --------------------- \| --------------------- \| --------------------- \| \| 1r \| Stefan Bissegger \| EF Education-EasyPost \| 9h 13' 02" \| \| \| 2n \| Filippo Ganna \| Ineos Grenadiers \| + 7" \| \| \| 3r \| Jasper Philipsen \| Alpecin-Fenix \| + 12" \| \| \| 4t \| Tom Dumoulin \| Jumbo-Visma \| + 14" \| \| \| 5è \| Tadej Pogačar \| UAE Team Emirates \| + 18" \| \| \| 6è \| João Almeida \| UAE Team Emirates \| + 22" \| \| \| 7è \| Stefan de Bod \| Astana Qazaqstan Team \| + 24" \| \| \| 8è \| Aleksandr Vlàssov \| Bora-Hansgrohe \| + 25" \| \| \| 9è \| Neilson Powless \| EF Education-EasyPost \| + 28" \| \| \| 10è \| Adam Yates \| Ineos Grenadiers \| + 29" \| \| |                   |                       |            |
| |                   |                       |            |
| Font: ProCyclingStats |                   |                       |            |
| Classificació general |                   |                       |            |
| Corredor | Corredor          | Equip                 | Temps      |
| 1r | Stefan Bissegger  | EF Education-EasyPost | 9h 13' 02" |
| 2n | Filippo Ganna     | Ineos Grenadiers      | + 7"       |
| 3r | Jasper Philipsen  | Alpecin-Fenix         | + 12"      |
| 4t | Tom Dumoulin      | Jumbo-Visma           | + 14"      |
| 5è | Tadej Pogačar     | UAE Team Emirates     | + 18"      |
| 6è | João Almeida      | UAE Team Emirates     | + 22"      |
| 7è | Stefan de Bod     | Astana Qazaqstan Team | + 24"      |
| 8è | Aleksandr Vlàssov | Bora-Hansgrohe        | + 25"      |
| 9è | Neilson Powless   | EF Education-EasyPost | + 28"      |
| 10è | Adam Yates        | Ineos Grenadiers      | + 29"      |

### Etapa 4
| \| Classificació de l'etapa \| Classificació de l'etapa \| Classificació de l'etapa \| Classificació de l'etapa \| Classificació de l'etapa \| \| Corredor \| Corredor \| Equip \| Temps \| \| \| ------------------------ \| ----------------------------- \| ---------------------------------- \| ------------------------ \| ------------------------ \| \| 1r \| Tadej Pogačar \| UAE Team Emirates \| 4h 49' 24" \| \| \| 2n \| Adam Yates \| Ineos Grenadiers \| + 0" \| \| \| 3r \| Aleksandr Vlàssov \| Bora-Hansgrohe \| + 0" \| \| \| 4t \| Ruben Guerreiro \| EF Education-EasyPost \| + 3" \| \| \| 5è \| Damien Howson \| BikeExchange-Jayco \| + 3" \| \| \| 6è \| Romain Bardet \| Team DSM \| + 3" \| \| \| 7è \| Jai Hindley \| Bora-Hansgrohe \| + 3" \| \| \| 8è \| Geoffrey Bouchard \| AG2R Citroën Team \| + 3" \| \| \| 9è \| Jan Hirt \| Intermarché-Wanty-Gobert Matériaux \| + 3" \| \| \| 10è \| Peio Bilbao López de Armentia \| Bahrain Victorious \| + 3" \| \| |                               |                                    |            |
| |                               |                                    |            |
| Font: ProCyclingStats |                               |                                    |            |
| Classificació de l'etapa |                               |                                    |            |
| Corredor | Corredor                      | Equip                              | Temps      |
| 1r | Tadej Pogačar                 | UAE Team Emirates                  | 4h 49' 24" |
| 2n | Adam Yates                    | Ineos Grenadiers                   | + 0"       |
| 3r | Aleksandr Vlàssov             | Bora-Hansgrohe                     | + 0"       |
| 4t | Ruben Guerreiro               | EF Education-EasyPost              | + 3"       |
| 5è | Damien Howson                 | BikeExchange-Jayco                 | + 3"       |
| 6è | Romain Bardet                 | Team DSM                           | + 3"       |
| 7è | Jai Hindley                   | Bora-Hansgrohe                     | + 3"       |
| 8è | Geoffrey Bouchard             | AG2R Citroën Team                  | + 3"       |
| 9è | Jan Hirt                      | Intermarché-Wanty-Gobert Matériaux | + 3"       |
| 10è | Peio Bilbao López de Armentia | Bahrain Victorious                 | + 3"       |

| \| Classificació general \| Classificació general \| Classificació general \| Classificació general \| Classificació general \| \| Corredor \| Corredor \| Equip \| Temps \| \| \| --------------------- \| ----------------------------- \| --------------------- \| --------------------- \| --------------------- \| \| 1r \| Tadej Pogačar \| UAE Team Emirates \| 14h 02' 34" \| \| \| 2n \| Filippo Ganna \| Ineos Grenadiers \| + 2" \| \| \| 3r \| Aleksandr Vlàssov \| Bora-Hansgrohe \| + 13" \| \| \| 4t \| Adam Yates \| Ineos Grenadiers \| + 15" \| \| \| 5è \| Neilson Powless \| EF Education-EasyPost \| + 23" \| \| \| 6è \| João Almeida \| UAE Team Emirates \| + 28" \| \| \| 7è \| Peio Bilbao López de Armentia \| Bahrain Victorious \| + 35" \| \| \| 8è \| Óscar Rodríguez Garaicoechea \| Movistar Team \| + 38" \| \| \| 9è \| Ruben Guerreiro \| EF Education-EasyPost \| + 40" \| \| \| 10è \| Geoffrey Bouchard \| AG2R Citroën Team \| + 41" \| \| |                               |                       |             |
| |                               |                       |             |
| Font: ProCyclingStats |                               |                       |             |
| Classificació general |                               |                       |             |
| Corredor | Corredor                      | Equip                 | Temps       |
| 1r | Tadej Pogačar                 | UAE Team Emirates     | 14h 02' 34" |
| 2n | Filippo Ganna                 | Ineos Grenadiers      | + 2"        |
| 3r | Aleksandr Vlàssov             | Bora-Hansgrohe        | + 13"       |
| 4t | Adam Yates                    | Ineos Grenadiers      | + 15"       |
| 5è | Neilson Powless               | EF Education-EasyPost | + 23"       |
| 6è | João Almeida                  | UAE Team Emirates     | + 28"       |
| 7è | Peio Bilbao López de Armentia | Bahrain Victorious    | + 35"       |
| 8è | Óscar Rodríguez Garaicoechea  | Movistar Team         | + 38"       |
| 9è | Ruben Guerreiro               | EF Education-EasyPost | + 40"       |
| 10è | Geoffrey Bouchard             | AG2R Citroën Team     | + 41"       |

### Etapa 5
| \| Classificació de l'etapa \| Classificació de l'etapa \| Classificació de l'etapa \| Classificació de l'etapa \| Classificació de l'etapa \| \| Corredor \| Corredor \| Equip \| Temps \| \| \| ------------------------ \| ------------------------ \| ------------------------ \| ------------------------ \| ------------------------ \| \| 1r \| Jasper Philipsen \| Alpecin-Fenix \| 4h 17' 05" \| \| \| 2n \| Olav Kooij \| Jumbo-Visma \| + 0" \| \| \| 3r \| Sam Bennett \| Bora-Hansgrohe \| + 0" \| \| \| 4t \| Matteo Malucelli \| Gazprom-RusVelo \| + 0" \| \| \| 5è \| Rudy Barbier \| Israel-Premier Tech \| + 0" \| \| \| 6è \| Elia Viviani \| Ineos Grenadiers \| + 0" \| \| \| 7è \| Arnaud Démare \| Groupama-FDJ \| + 0" \| \| \| 8è \| Alberto Dainese \| Team DSM \| + 0" \| \| \| 9è \| Max Kanter \| Movistar Team \| + 0" \| \| \| 10è \| Marc Brustenga Masagué \| Trek-Segafredo \| + 0" \| \| |                        |                     |            |
| |                        |                     |            |
| Font: ProCyclingStats |                        |                     |            |
| Classificació de l'etapa |                        |                     |            |
| Corredor | Corredor               | Equip               | Temps      |
| 1r | Jasper Philipsen       | Alpecin-Fenix       | 4h 17' 05" |
| 2n | Olav Kooij             | Jumbo-Visma         | + 0"       |
| 3r | Sam Bennett            | Bora-Hansgrohe      | + 0"       |
| 4t | Matteo Malucelli       | Gazprom-RusVelo     | + 0"       |
| 5è | Rudy Barbier           | Israel-Premier Tech | + 0"       |
| 6è | Elia Viviani           | Ineos Grenadiers    | + 0"       |
| 7è | Arnaud Démare          | Groupama-FDJ        | + 0"       |
| 8è | Alberto Dainese        | Team DSM            | + 0"       |
| 9è | Max Kanter             | Movistar Team       | + 0"       |
| 10è | Marc Brustenga Masagué | Trek-Segafredo      | + 0"       |

| \| Classificació general \| Classificació general \| Classificació general \| Classificació general \| Classificació general \| \| Corredor \| Corredor \| Equip \| Temps \| \| \| --------------------- \| ----------------------------- \| --------------------- \| --------------------- \| --------------------- \| \| 1r \| Tadej Pogačar \| UAE Team Emirates \| 18h 19' 37" \| \| \| 2n \| Filippo Ganna \| Ineos Grenadiers \| + 4" \| \| \| 3r \| Aleksandr Vlàssov \| Bora-Hansgrohe \| + 14" \| \| \| 4t \| Adam Yates \| Ineos Grenadiers \| + 17" \| \| \| 5è \| Neilson Powless \| EF Education-EasyPost \| + 25" \| \| \| 6è \| João Almeida \| UAE Team Emirates \| + 30" \| \| \| 7è \| Peio Bilbao López de Armentia \| Bahrain Victorious \| + 37" \| \| \| 8è \| Óscar Rodríguez Garaicoechea \| Movistar Team \| + 40" \| \| \| 9è \| Ruben Guerreiro \| EF Education-EasyPost \| + 42" \| \| \| 10è \| Geoffrey Bouchard \| AG2R Citroën Team \| + 43" \| \| |                               |                       |             |
| |                               |                       |             |
| Font: ProCyclingStats |                               |                       |             |
| Classificació general |                               |                       |             |
| Corredor | Corredor                      | Equip                 | Temps       |
| 1r | Tadej Pogačar                 | UAE Team Emirates     | 18h 19' 37" |
| 2n | Filippo Ganna                 | Ineos Grenadiers      | + 4"        |
| 3r | Aleksandr Vlàssov             | Bora-Hansgrohe        | + 14"       |
| 4t | Adam Yates                    | Ineos Grenadiers      | + 17"       |
| 5è | Neilson Powless               | EF Education-EasyPost | + 25"       |
| 6è | João Almeida                  | UAE Team Emirates     | + 30"       |
| 7è | Peio Bilbao López de Armentia | Bahrain Victorious    | + 37"       |
| 8è | Óscar Rodríguez Garaicoechea  | Movistar Team         | + 40"       |
| 9è | Ruben Guerreiro               | EF Education-EasyPost | + 42"       |
| 10è | Geoffrey Bouchard             | AG2R Citroën Team     | + 43"       |

### Etapa 6
| \| Classificació de l'etapa \| Classificació de l'etapa \| Classificació de l'etapa \| Classificació de l'etapa \| Classificació de l'etapa \| \| Corredor \| Corredor \| Equip \| Temps \| \| \| ------------------------ \| ------------------------ \| ------------------------ \| ------------------------ \| ------------------------ \| \| 1r \| Mathias Vacek \| Gazprom-RusVelo \| 3h 58' 10" \| \| \| 2n \| Paul Lapeira \| AG2R Citroën Team \| + 0" \| \| \| 3r \| Dmitri Strakhov \| Gazprom-RusVelo \| + 0" \| \| \| 4t \| Alessandro Tonelli \| Bardiani CSF Faizanè \| + 0" \| \| \| 5è \| Pàvel Koixetkov \| Gazprom-RusVelo \| + 5" \| \| \| 6è \| Jasper Philipsen \| Alpecin-Fenix \| + 15" \| \| \| 7è \| Dylan Groenewegen \| BikeExchange-Jayco \| + 15" \| \| \| 8è \| Pascal Ackermann \| UAE Team Emirates \| + 15" \| \| \| 9è \| Rudy Barbier \| Israel-Premier Tech \| + 15" \| \| \| 10è \| Jonathan Milan \| Bahrain Victorious \| + 15" \| \| |                    |                      |            |
| |                    |                      |            |
| Font: ProCyclingStats |                    |                      |            |
| Classificació de l'etapa |                    |                      |            |
| Corredor | Corredor           | Equip                | Temps      |
| 1r | Mathias Vacek      | Gazprom-RusVelo      | 3h 58' 10" |
| 2n | Paul Lapeira       | AG2R Citroën Team    | + 0"       |
| 3r | Dmitri Strakhov    | Gazprom-RusVelo      | + 0"       |
| 4t | Alessandro Tonelli | Bardiani CSF Faizanè | + 0"       |
| 5è | Pàvel Koixetkov    | Gazprom-RusVelo      | + 5"       |
| 6è | Jasper Philipsen   | Alpecin-Fenix        | + 15"      |
| 7è | Dylan Groenewegen  | BikeExchange-Jayco   | + 15"      |
| 8è | Pascal Ackermann   | UAE Team Emirates    | + 15"      |
| 9è | Rudy Barbier       | Israel-Premier Tech  | + 15"      |
| 10è | Jonathan Milan     | Bahrain Victorious   | + 15"      |

| \| Classificació general \| Classificació general \| Classificació general \| Classificació general \| Classificació general \| \| Corredor \| Corredor \| Equip \| Temps \| \| \| --------------------- \| ----------------------------- \| --------------------- \| --------------------- \| --------------------- \| \| 1r \| Tadej Pogačar \| UAE Team Emirates \| 22h 18' 02" \| \| \| 2n \| Filippo Ganna \| Ineos Grenadiers \| + 4" \| \| \| 3r \| Aleksandr Vlàssov \| Bora-Hansgrohe \| + 14" \| \| \| 4t \| Adam Yates \| Ineos Grenadiers \| + 17" \| \| \| 5è \| Neilson Powless \| EF Education-EasyPost \| + 25" \| \| \| 6è \| João Almeida \| UAE Team Emirates \| + 30" \| \| \| 7è \| Peio Bilbao López de Armentia \| Bahrain Victorious \| + 37" \| \| \| 8è \| Óscar Rodríguez Garaicoechea \| Movistar Team \| + 40" \| \| \| 9è \| Ruben Guerreiro \| EF Education-EasyPost \| + 42" \| \| \| 10è \| Geoffrey Bouchard \| AG2R Citroën Team \| + 43" \| \| |                               |                       |             |
| |                               |                       |             |
| Font: ProCyclingStats |                               |                       |             |
| Classificació general |                               |                       |             |
| Corredor | Corredor                      | Equip                 | Temps       |
| 1r | Tadej Pogačar                 | UAE Team Emirates     | 22h 18' 02" |
| 2n | Filippo Ganna                 | Ineos Grenadiers      | + 4"        |
| 3r | Aleksandr Vlàssov             | Bora-Hansgrohe        | + 14"       |
| 4t | Adam Yates                    | Ineos Grenadiers      | + 17"       |
| 5è | Neilson Powless               | EF Education-EasyPost | + 25"       |
| 6è | João Almeida                  | UAE Team Emirates     | + 30"       |
| 7è | Peio Bilbao López de Armentia | Bahrain Victorious    | + 37"       |
| 8è | Óscar Rodríguez Garaicoechea  | Movistar Team         | + 40"       |
| 9è | Ruben Guerreiro               | EF Education-EasyPost | + 42"       |
| 10è | Geoffrey Bouchard             | AG2R Citroën Team     | + 43"       |

### Etapa 7
| \| Classificació de l'etapa \| Classificació de l'etapa \| Classificació de l'etapa \| Classificació de l'etapa \| Classificació de l'etapa \| \| Corredor \| Corredor \| Equip \| Temps \| \| \| ------------------------ \| ----------------------------- \| ------------------------ \| ------------------------ \| ------------------------ \| \| 1r \| Tadej Pogačar \| UAE Team Emirates \| 3h 20' 24" \| \| \| 2n \| Adam Yates \| Ineos Grenadiers \| + 1" \| \| \| 3r \| Peio Bilbao López de Armentia \| Bahrain Victorious \| + 5" \| \| \| 4t \| João Almeida \| UAE Team Emirates \| + 15" \| \| \| 5è \| Lucas Plapp \| Ineos Grenadiers \| + 16" \| \| \| 6è \| Carlos Verona Quintanilla \| Movistar Team \| + 16" \| \| \| 7è \| Rafał Majka \| UAE Team Emirates \| + 16" \| \| \| 8è \| Aleksandr Vlàssov \| Bora-Hansgrohe \| + 30" \| \| \| 9è \| Geoffrey Bouchard \| AG2R Citroën Team \| + 53" \| \| \| 10è \| Chris Harper \| Jumbo-Visma \| + 53" \| \| |                               |                    |            |
| |                               |                    |            |
| Font: ProCyclingStats |                               |                    |            |
| Classificació de l'etapa |                               |                    |            |
| Corredor | Corredor                      | Equip              | Temps      |
| 1r | Tadej Pogačar                 | UAE Team Emirates  | 3h 20' 24" |
| 2n | Adam Yates                    | Ineos Grenadiers   | + 1"       |
| 3r | Peio Bilbao López de Armentia | Bahrain Victorious | + 5"       |
| 4t | João Almeida                  | UAE Team Emirates  | + 15"      |
| 5è | Lucas Plapp                   | Ineos Grenadiers   | + 16"      |
| 6è | Carlos Verona Quintanilla     | Movistar Team      | + 16"      |
| 7è | Rafał Majka                   | UAE Team Emirates  | + 16"      |
| 8è | Aleksandr Vlàssov             | Bora-Hansgrohe     | + 30"      |
| 9è | Geoffrey Bouchard             | AG2R Citroën Team  | + 53"      |
| 10è | Chris Harper                  | Jumbo-Visma        | + 53"      |

## Classificacions finals

### Classificació general
| \| Classificació general \| Classificació general \| Classificació general \| Classificació general \| Classificació general \| \| Corredor \| Corredor \| Equip \| Temps \| \| \| --------------------- \| ----------------------------- \| --------------------- \| --------------------- \| --------------------- \| \| 1r \| Tadej Pogačar \| UAE Team Emirates \| 25h 38' 16" \| \| \| 2n \| Adam Yates \| Ineos Grenadiers \| + 22" \| \| \| 3r \| Peio Bilbao López de Armentia \| Bahrain Victorious \| + 48" \| \| \| 4t \| Aleksandr Vlàssov \| Bora-Hansgrohe \| + 54" \| \| \| 5è \| João Almeida \| UAE Team Emirates \| + 55" \| \| \| 6è \| Carlos Verona Quintanilla \| Movistar Team \| + 1' 17" \| \| \| 7è \| Rafał Majka \| UAE Team Emirates \| + 1' 24" \| \| \| 8è \| Geoffrey Bouchard \| AG2R Citroën Team \| + 1' 46" \| \| \| 9è \| Romain Bardet \| Team DSM \| + 1' 46" \| \| \| 10è \| David de la Cruz Melgarejo \| Astana Qazaqstan Team \| + 1' 58" \| \| |                               |                       |             |
| |                               |                       |             |
| Font: ProCyclingStats |                               |                       |             |
| Classificació general |                               |                       |             |
| Corredor | Corredor                      | Equip                 | Temps       |
| 1r | Tadej Pogačar                 | UAE Team Emirates     | 25h 38' 16" |
| 2n | Adam Yates                    | Ineos Grenadiers      | + 22"       |
| 3r | Peio Bilbao López de Armentia | Bahrain Victorious    | + 48"       |
| 4t | Aleksandr Vlàssov             | Bora-Hansgrohe        | + 54"       |
| 5è | João Almeida                  | UAE Team Emirates     | + 55"       |
| 6è | Carlos Verona Quintanilla     | Movistar Team         | + 1' 17"    |
| 7è | Rafał Majka                   | UAE Team Emirates     | + 1' 24"    |
| 8è | Geoffrey Bouchard             | AG2R Citroën Team     | + 1' 46"    |
| 9è | Romain Bardet                 | Team DSM              | + 1' 46"    |
| 10è | David de la Cruz Melgarejo    | Astana Qazaqstan Team | + 1' 58"    |

### Classificacions secundàries

#### Classificació per punts
| Classificació per punts | Classificació per punts | Classificació per punts | Classificació per punts | Classificació per punts |
| Corredor                | Corredor                | Equip                   | Punts                   |                         |
| ----------------------- | ----------------------- | ----------------------- | ----------------------- | ----------------------- |
| 1r                      | Jasper Philipsen        | Alpecin-Fenix           | 76 pts                  |                         |
| 2n                      | Dmitri Strakhov         | Gazprom-RusVelo         | 69 pts                  |                         |
| 3r                      | Tadej Pogačar           | UAE Team Emirates       | 54 pts                  |                         |
| 4t                      | Adam Yates              | Ineos Grenadiers        | 32 pts                  |                         |
| 5è                      | Pàvel Koixetkov         | Gazprom-RusVelo         | 29 pts                  |                         |
| 6è                      | Alessandro Tonelli      | Bardiani CSF Faizanè    | 28 pts                  |                         |
| 7è                      | Olav Kooij              | Jumbo-Visma             | 28 pts                  |                         |
| 8è                      | Sam Bennett             | Bora-Hansgrohe          | 28 pts                  |                         |
| 9è                      | Stefan Bissegger        | EF Education-EasyPost   | 21 pts                  |                         |
| 10è                     | Mathias Vacek           | Gazprom-RusVelo         | 21 pts                  |                         |

#### Classificació dels joves
| Classificació del millor jove | Classificació del millor jove | Classificació del millor jove | Classificació del millor jove | Classificació del millor jove |
| Corredor                      | Corredor                      | Equip                         | Temps                         |                               |
| ----------------------------- | ----------------------------- | ----------------------------- | ----------------------------- | ----------------------------- |
| 1r                            | Tadej Pogačar                 | UAE Team Emirates             | 25h 38' 16"                   |                               |
| 2n                            | João Almeida                  | UAE Team Emirates             | + 55"                         |                               |
| 3r                            | Lucas Plapp                   | Ineos Grenadiers              | + 2' 11"                      |                               |
| 4t                            | Gino Mäder                    | Bahrain Victorious            | + 2' 42"                      |                               |
| 5è                            | Thymen Arensman               | Team DSM                      | + 2' 47"                      |                               |
| 6è                            | Andreas Leknessund            | Team DSM                      | + 3' 20"                      |                               |
| 7è                            | Sebastian Berwick             | Israel-Premier Tech           | + 3' 56"                      |                               |
| 8è                            | Samuele Zoccarato             | Bardiani CSF Faizanè          | + 5' 43"                      |                               |
| 9è                            | Vadim Pronskiy                | Astana Qazaqstan Team         | + 7' 43"                      |                               |
| 10è                           | Luca Covili                   | Bardiani CSF Faizanè          | + 8' 39"                      |                               |

#### Classificació per equips
| Classificació per equips | Classificació per equips           | Classificació per equips | Classificació per equips |
| Equip                    | Equip                              | Temps                    |                          |
| ------------------------ | ---------------------------------- | ------------------------ | ------------------------ |
| 1r                       | UAE Team Emirates                  | 76h 56' 52"              |                          |
| 2n                       | Team DSM                           | + 5' 38"                 |                          |
| 3r                       | Bahrain Victorious                 | + 9' 08"                 |                          |
| 4t                       | Intermarché-Wanty-Gobert Matériaux | + 9' 26"                 |                          |
| 5è                       | EF Education-EasyPost              | + 10' 31"                |                          |
| 6è                       | Astana Qazaqstan Team              | + 11' 00"                |                          |
| 7è                       | Movistar Team                      | + 11' 49"                |                          |
| 8è                       | Bora-Hansgrohe                     | + 13' 29"                |                          |
| 9è                       | Jumbo-Visma                        | + 15' 07"                |                          |
| 10è                      | Ineos Grenadiers                   | + 18' 21"                |                          |

## Evolució de les classificacions
| Etapa | Vencedor         | Classificació general | Classificació per punts | Classificació dels esprints | Classificació dels joves | Classificació per equips |
| ----- | ---------------- | --------------------- | ----------------------- | --------------------------- | ------------------------ | ------------------------ |
| 1     | Jasper Philipsen | Jasper Philipsen      | Jasper Philipsen        | Dmitry Strakhov             | Jasper Philipsen         | Bora-Hansgrohe           |
| 2     | Mark Cavendish   | Jasper Philipsen      | Jasper Philipsen        | Dmitry Strakhov             | Jasper Philipsen         | EF Education-EasyPost    |
| 3     | Stefan Bissegger | Stefan Bissegger      | Jasper Philipsen        | Dmitry Strakhov             | Stefan Bissegger         | EF Education-EasyPost    |
| 4     | Tadej Pogačar    | Tadej Pogačar         | Jasper Philipsen        | Dmitry Strakhov             | Tadej Pogačar            | UAE Team Emirates        |
| 5     | Jasper Philipsen | Tadej Pogačar         | Jasper Philipsen        | Dmitry Strakhov             | Tadej Pogačar            | UAE Team Emirates        |
| 6     | Mathias Vacek    | Tadej Pogačar         | Jasper Philipsen        | Dmitry Strakhov             | Tadej Pogačar            | UAE Team Emirates        |
| 7     | Tadej Pogačar    | Tadej Pogačar         | Jasper Philipsen        | Dmitry Strakhov             | Tadej Pogačar            | UAE Team Emirates        |
| Final | Final            | Tadej Pogačar         | Jasper Philipsen        | Dmitry Strakhov             | Tadej Pogačar            | UAE Team Emirates        |

## Llista de participants
| UAE Team Emirates UAD | UAE Team Emirates UAD                 | UAE Team Emirates UAD |
| --------------------- | ------------------------------------- | --------------------- |
| Núm                   | Ciclista                              | Pos                   |
| 1                     | Tadej Pogačar (SLO)                   | 1r                    |
| 2                     | Pascal Ackermann (GER)                | 115è                  |
| 3                     | João Almeida (POR)                    | 5è                    |
| 4                     | George Bennett (NZL)                  | 36è                   |
| 5                     | Mikkel Bjerg (DEN)                    | 113è                  |
| 6                     | Rafał Majka (POL)                     | 7è                    |
| 7                     | Maximiliano Richeze Araquistain (ARG) | 117è                  |

| AG2R Citroën Team ACT | AG2R Citroën Team ACT   | AG2R Citroën Team ACT |
| --------------------- | ----------------------- | --------------------- |
| Núm                   | Ciclista                | Pos                   |
| 11                    | Bob Jungels (LUX)       | 31è                   |
| 12                    | Clément Berthet (FRA)   | 52è                   |
| 13                    | Geoffrey Bouchard (FRA) | 8è                    |
| 14                    | Paul Lapeira (FRA)      | 70è                   |
| 16                    | Clément Venturini (FRA) | 59è                   |
| 17                    | Marc Sarreau (FRA)      | 75è                   |

| Alpecin-Fenix AFC | Alpecin-Fenix AFC       | Alpecin-Fenix AFC |
| ----------------- | ----------------------- | ----------------- |
| Núm               | Ciclista                | Pos               |
| 21                | Jasper Philipsen (BEL)  | 93è               |
| 22                | Jonas Rickaert (BEL)    | 96è               |
| 23                | Kristian Sbaragli (ITA) | 46è               |
| 24                | Robert Stannard (AUS)   | 73è               |
| 25                | Scott Thwaites (GBR)    | 79è               |
| 26                | Gianni Vermeersch (BEL) | 43è               |

| Astana Qazaqstan Team AST | Astana Qazaqstan Team AST        | Astana Qazaqstan Team AST |
| ------------------------- | -------------------------------- | ------------------------- |
| Núm                       | Ciclista                         | Pos                       |
| 31                        | David de la Cruz Melgarejo (ESP) | 10è                       |
| 32                        | Stefan de Bod (RSA)              | 19è                       |
| 33                        | Ievgueni Guiditx (KAZ)           | 65è                       |
| 34                        | Sebastián Henao Gómez (COL)      | 42è                       |
| 35                        | Yuriy Natarov (KAZ)              | 39è                       |
| 36                        | Vadim Pronskiy (KAZ)             | 34è                       |
| 37                        | Artiom Zakhàrov (KAZ)            | 60è                       |

| Bahrain Victorious TBV | Bahrain Victorious TBV              | Bahrain Victorious TBV |
| ---------------------- | ----------------------------------- | ---------------------- |
| Núm                    | Ciclista                            | Pos                    |
| 41                     | Gino Mäder (SUI)                    | 15è                    |
| 42                     | Peio Bilbao López de Armentia (ESP) | 3r                     |
| 43                     | Filip Maciejuk (POL)                | 77è                    |
| 44                     | Jonathan Milan (ITA)                | 97è                    |
| 45                     | Alejandro Osorio (COL)              | 49è                    |
| 46                     | Hermann Pernsteiner (AUT)           | 37è                    |
| 47                     | Johan Price-Pejtersen (DEN)         | 120è                   |

| Bardiani CSF Faizanè BCF | Bardiani CSF Faizanè BCF | Bardiani CSF Faizanè BCF |
| ------------------------ | ------------------------ | ------------------------ |
| Núm                      | Ciclista                 | Pos                      |
| 51                       | Jonathan Cañaveral (COL) | 69è                      |
| 52                       | Luca Covili (ITA)        | 38è                      |
| 53                       | Sacha Modolo (ITA)       | 66è                      |
| 54                       | Luca Rastelli (ITA)      | 81è                      |
| 55                       | Alessandro Tonelli (ITA) | 61è                      |
| 57                       | Samuele Zoccarato (ITA)  | 30è                      |

| Bora-Hansgrohe BOH | Bora-Hansgrohe BOH              | Bora-Hansgrohe BOH |
| ------------------ | ------------------------------- | ------------------ |
| Núm                | Ciclista                        | Pos                |
| 61                 | Jai Hindley (AUS)               | 14è                |
| 62                 | Shane Archbold (NZL)            | 86è                |
| 63                 | Sam Bennett (IRL)               | 119è               |
| 64                 | Patrick Konrad (AUT) (ruta)     | 45è                |
| 65                 | Ryan Mullen (IRL) (ruta)        | 91è                |
| 66                 | Danny van Poppel (NED)          | 84è                |
| 67                 | Aleksandr Vlàssov (RUS) (crono) | 4t                 |

| EF Education-EasyPost EFE | EF Education-EasyPost EFE   | EF Education-EasyPost EFE |
| ------------------------- | --------------------------- | ------------------------- |
| Núm                       | Ciclista                    | Pos                       |
| 71                        | Ruben Guerreiro (POR)       | 21è                       |
| 72                        | Stefan Bissegger (SUI)      | 48è                       |
| 73                        | Merhawi Kudus (ERI) (crono) | 35è                       |
| 74                        | Sebastian Langeveld (NED)   | 109è                      |
| 75                        | Neilson Powless (USA)       | 11è                       |
| 76                        | Sean Quinn (USA)            | DNF-7                     |
| 77                        | Marijn van den Berg (NED)   | 72è                       |

| Gazprom-RusVelo GAZ | Gazprom-RusVelo GAZ         | Gazprom-RusVelo GAZ |
| ------------------- | --------------------------- | ------------------- |
| Núm                 | Ciclista                    | Pos                 |
| 81                  | Pàvel Koixetkov (RUS)       | 58è                 |
| 82                  | Michael Kukrle (CZE) (ruta) | 50è                 |
| 83                  | Matteo Malucelli (ITA)      | 116è                |
| 84                  | Denís Nekràssov (RUS)       | NP-1                |
| 85                  | Ivan Rovni (RUS)            | 62è                 |
| 86                  | Dmitri Strakhov (RUS)       | 33è                 |
| 87                  | Mathias Vacek (CZE)         | 71è                 |

| Groupama-FDJ GFC | Groupama-FDJ GFC                 | Groupama-FDJ GFC |
| ---------------- | -------------------------------- | ---------------- |
| Núm              | Ciclista                         | Pos              |
| 91               | Arnaud Démare (FRA)              | 68è              |
| 92               | Matteo Badilatti (SUI)           | 23è              |
| 93               | Clément Davy (FRA)               | 112è             |
| 94               | Jacopo Guarnieri (ITA)           | 105è             |
| 95               | Ignatas Konovalovas (LTU) (ruta) | 92è              |
| 96               | Miles Scotson (AUS)              | 51è              |
| 97               | Ramon Sinkeldam (NED)            | 76è              |

| Ineos Grenadiers IGD | Ineos Grenadiers IGD            | Ineos Grenadiers IGD |
| -------------------- | ------------------------------- | -------------------- |
| Núm                  | Ciclista                        | Pos                  |
| 101                  | Adam Yates (GBR)                | 2n                   |
| 102                  | Filippo Ganna (ITA) (crono)     | 64è                  |
| 103                  | Lucas Plapp (AUS) (ruta)        | 12è                  |
| 104                  | Andrey Amador Bikkazakova (CRC) | 94è                  |
| 105                  | Michał Kwiatkowski (POL)        | 101è                 |
| 107                  | Elia Viviani (ITA)              | 103è                 |

| Intermarché-Wanty-Gobert Matériaux IWG | Intermarché-Wanty-Gobert Matériaux IWG | Intermarché-Wanty-Gobert Matériaux IWG |
| -------------------------------------- | -------------------------------------- | -------------------------------------- |
| Núm                                    | Ciclista                               | Pos                                    |
| 111                                    | Louis Meintjes (RSA)                   | 17è                                    |
| 112                                    | Tom Devriendt (BEL)                    | 98è                                    |
| 113                                    | Jan Hirt (CZE)                         | 24è                                    |
| 114                                    | Julius Johansen (DEN)                  | 106è                                   |
| 115                                    | Rein Taaramäe (EST) (crono)            | 27è                                    |

| Israel-Premier Tech IPT | Israel-Premier Tech IPT | Israel-Premier Tech IPT |
| ----------------------- | ----------------------- | ----------------------- |
| Núm                     | Ciclista                | Pos                     |
| 121                     | Rudy Barbier (FRA)      | 95è                     |
| 122                     | Sebastian Berwick (AUS) | 22è                     |
| 123                     | Alex Dowsett (GBR)      | 114è                    |
| 124                     | Daryl Impey (RSA)       | 53è                     |
| 125                     | Taj Jones (AUS)         | 100è                    |
| 126                     | Rick Zabel (GER)        | 83è                     |

| Jumbo-Visma TJV | Jumbo-Visma TJV            | Jumbo-Visma TJV |
| --------------- | -------------------------- | --------------- |
| Núm             | Ciclista                   | Pos             |
| 131             | Tom Dumoulin (NED) (crono) | 41è             |
| 132             | Koen Bouwman (NED)         | 28è             |
| 133             | Chris Harper (AUS)         | 13è             |
| 134             | Olav Kooij (NED)           | 107è            |
| 135             | Timo Roosen (NED) (ruta)   | 56è             |
| 136             | Jos van Emden (NED)        | 54è             |

| Lotto-Soudal LTS | Lotto-Soudal LTS          | Lotto-Soudal LTS |
| ---------------- | ------------------------- | ---------------- |
| Núm              | Ciclista                  | Pos              |
| 141              | Jarrad Drizners (AUS)     | NP-7             |
| 142              | Matthew Holmes (GBR)      | 32è              |
| 143              | Michael Schwarzmann (GER) | 108è             |
| 144              | Xandres Vervloesem (BEL)  | 63è              |

| Movistar Team MOV | Movistar Team MOV                  | Movistar Team MOV |
| ----------------- | ---------------------------------- | ----------------- |
| Núm               | Ciclista                           | Pos               |
| 151               | Carlos Verona Quintanilla (ESP)    | 6è                |
| 152               | William Barta (USA)                | 40è               |
| 153               | Mathias Norsgaard Jørgensen (DEN)  | 57è               |
| 154               | Max Kanter (GER)                   | 85è               |
| 155               | Óscar Rodríguez Garaicoechea (ESP) | 20è               |
| 156               | Sergio Samitier (ESP)              | 55è               |
| 157               | Albert Torres Barceló (ESP)        | 44è               |

| Quick-Step Alpha Vinyl QST | Quick-Step Alpha Vinyl QST | Quick-Step Alpha Vinyl QST |
| -------------------------- | -------------------------- | -------------------------- |
| Núm                        | Ciclista                   | Pos                        |
| 161                        | Mark Cavendish (GBR)       | 88è                        |
| 163                        | Fausto Masnada (ITA)       | 26è                        |
| 164                        | Michael Mørkøv (DEN)       | 74è                        |
| 165                        | Stijn Steels (BEL)         | 80è                        |
| 166                        | Stan Van Tricht (BEL)      | 78è                        |
| 167                        | Ethan Vernon (GBR)         | 82è                        |

| BikeExchange-Jayco BEX | BikeExchange-Jayco BEX  | BikeExchange-Jayco BEX |
| ---------------------- | ----------------------- | ---------------------- |
| Núm                    | Ciclista                | Pos                    |
| 171                    | Dylan Groenewegen (NED) | 102è                   |
| 172                    | Sam Bewley (NZL)        | 122è                   |
| 173                    | Kaden Groves (AUS)      | 118è                   |
| 174                    | Damien Howson (AUS)     | 29è                    |
| 175                    | Luka Mezgec (SLO)       | 89è                    |
| 176                    | Kelland O'Brien (AUS)   | 121è                   |
| 177                    | Campbell Stewart (NZL)  | 111è                   |

| Team DSM DSM | Team DSM DSM             | Team DSM DSM |
| ------------ | ------------------------ | ------------ |
| Núm          | Ciclista                 | Pos          |
| 181          | Romain Bardet (FRA)      | 9è           |
| 182          | Thymen Arensman (NED)    | 16è          |
| 183          | Cees Bol (NED)           | 104è         |
| 184          | Alberto Dainese (ITA)    | 67è          |
| 185          | Andreas Leknessund (NOR) | 18è          |
| 186          | Niklas Märkl (GER)       | 90è          |
| 187          | Joris Nieuwenhuis (NED)  | DNF-7        |

| Trek-Segafredo TFS | Trek-Segafredo TFS           | Trek-Segafredo TFS |
| ------------------ | ---------------------------- | ------------------ |
| Núm                | Ciclista                     | Pos                |
| 191                | Marc Brustenga Masagué (ESP) | 99è                |
| 192                | Dario Cataldo (ITA)          | 25è                |
| 193                | Jakob Egholm (DEN)           | 110è               |
| 194                | Emīls Liepiņš (LAT)          | 87è                |
| 195                | Simon Pellaud (SUI)          | 47è                |

| UAE Team Emirates UAD | UAE Team Emirates UAD                 | UAE Team Emirates UAD |
| --------------------- | ------------------------------------- | --------------------- |
| Núm                   | Ciclista                              | Pos                   |
| 1                     | Tadej Pogačar (SLO)                   | 1r                    |
| 2                     | Pascal Ackermann (GER)                | 115è                  |
| 3                     | João Almeida (POR)                    | 5è                    |
| 4                     | George Bennett (NZL)                  | 36è                   |
| 5                     | Mikkel Bjerg (DEN)                    | 113è                  |
| 6                     | Rafał Majka (POL)                     | 7è                    |
| 7                     | Maximiliano Richeze Araquistain (ARG) | 117è                  |

| AG2R Citroën Team ACT | AG2R Citroën Team ACT   | AG2R Citroën Team ACT |
| --------------------- | ----------------------- | --------------------- |
| Núm                   | Ciclista                | Pos                   |
| 11                    | Bob Jungels (LUX)       | 31è                   |
| 12                    | Clément Berthet (FRA)   | 52è                   |
| 13                    | Geoffrey Bouchard (FRA) | 8è                    |
| 14                    | Paul Lapeira (FRA)      | 70è                   |
| 16                    | Clément Venturini (FRA) | 59è                   |
| 17                    | Marc Sarreau (FRA)      | 75è                   |

| Alpecin-Fenix AFC | Alpecin-Fenix AFC       | Alpecin-Fenix AFC |
| ----------------- | ----------------------- | ----------------- |
| Núm               | Ciclista                | Pos               |
| 21                | Jasper Philipsen (BEL)  | 93è               |
| 22                | Jonas Rickaert (BEL)    | 96è               |
| 23                | Kristian Sbaragli (ITA) | 46è               |
| 24                | Robert Stannard (AUS)   | 73è               |
| 25                | Scott Thwaites (GBR)    | 79è               |
| 26                | Gianni Vermeersch (BEL) | 43è               |

| Astana Qazaqstan Team AST | Astana Qazaqstan Team AST        | Astana Qazaqstan Team AST |
| ------------------------- | -------------------------------- | ------------------------- |
| Núm                       | Ciclista                         | Pos                       |
| 31                        | David de la Cruz Melgarejo (ESP) | 10è                       |
| 32                        | Stefan de Bod (RSA)              | 19è                       |
| 33                        | Ievgueni Guiditx (KAZ)           | 65è                       |
| 34                        | Sebastián Henao Gómez (COL)      | 42è                       |
| 35                        | Yuriy Natarov (KAZ)              | 39è                       |
| 36                        | Vadim Pronskiy (KAZ)             | 34è                       |
| 37                        | Artiom Zakhàrov (KAZ)            | 60è                       |

| Bahrain Victorious TBV | Bahrain Victorious TBV              | Bahrain Victorious TBV |
| ---------------------- | ----------------------------------- | ---------------------- |
| Núm                    | Ciclista                            | Pos                    |
| 41                     | Gino Mäder (SUI)                    | 15è                    |
| 42                     | Peio Bilbao López de Armentia (ESP) | 3r                     |
| 43                     | Filip Maciejuk (POL)                | 77è                    |
| 44                     | Jonathan Milan (ITA)                | 97è                    |
| 45                     | Alejandro Osorio (COL)              | 49è                    |
| 46                     | Hermann Pernsteiner (AUT)           | 37è                    |
| 47                     | Johan Price-Pejtersen (DEN)         | 120è                   |

| Bardiani CSF Faizanè BCF | Bardiani CSF Faizanè BCF | Bardiani CSF Faizanè BCF |
| ------------------------ | ------------------------ | ------------------------ |
| Núm                      | Ciclista                 | Pos                      |
| 51                       | Jonathan Cañaveral (COL) | 69è                      |
| 52                       | Luca Covili (ITA)        | 38è                      |
| 53                       | Sacha Modolo (ITA)       | 66è                      |
| 54                       | Luca Rastelli (ITA)      | 81è                      |
| 55                       | Alessandro Tonelli (ITA) | 61è                      |
| 57                       | Samuele Zoccarato (ITA)  | 30è                      |

| Bora-Hansgrohe BOH | Bora-Hansgrohe BOH              | Bora-Hansgrohe BOH |
| ------------------ | ------------------------------- | ------------------ |
| Núm                | Ciclista                        | Pos                |
| 61                 | Jai Hindley (AUS)               | 14è                |
| 62                 | Shane Archbold (NZL)            | 86è                |
| 63                 | Sam Bennett (IRL)               | 119è               |
| 64                 | Patrick Konrad (AUT) (ruta)     | 45è                |
| 65                 | Ryan Mullen (IRL) (ruta)        | 91è                |
| 66                 | Danny van Poppel (NED)          | 84è                |
| 67                 | Aleksandr Vlàssov (RUS) (crono) | 4t                 |

| EF Education-EasyPost EFE | EF Education-EasyPost EFE   | EF Education-EasyPost EFE |
| ------------------------- | --------------------------- | ------------------------- |
| Núm                       | Ciclista                    | Pos                       |
| 71                        | Ruben Guerreiro (POR)       | 21è                       |
| 72                        | Stefan Bissegger (SUI)      | 48è                       |
| 73                        | Merhawi Kudus (ERI) (crono) | 35è                       |
| 74                        | Sebastian Langeveld (NED)   | 109è                      |
| 75                        | Neilson Powless (USA)       | 11è                       |
| 76                        | Sean Quinn (USA)            | DNF-7                     |
| 77                        | Marijn van den Berg (NED)   | 72è                       |

| Gazprom-RusVelo GAZ | Gazprom-RusVelo GAZ         | Gazprom-RusVelo GAZ |
| ------------------- | --------------------------- | ------------------- |
| Núm                 | Ciclista                    | Pos                 |
| 81                  | Pàvel Koixetkov (RUS)       | 58è                 |
| 82                  | Michael Kukrle (CZE) (ruta) | 50è                 |
| 83                  | Matteo Malucelli (ITA)      | 116è                |
| 84                  | Denís Nekràssov (RUS)       | NP-1                |
| 85                  | Ivan Rovni (RUS)            | 62è                 |
| 86                  | Dmitri Strakhov (RUS)       | 33è                 |
| 87                  | Mathias Vacek (CZE)         | 71è                 |

| Groupama-FDJ GFC | Groupama-FDJ GFC                 | Groupama-FDJ GFC |
| ---------------- | -------------------------------- | ---------------- |
| Núm              | Ciclista                         | Pos              |
| 91               | Arnaud Démare (FRA)              | 68è              |
| 92               | Matteo Badilatti (SUI)           | 23è              |
| 93               | Clément Davy (FRA)               | 112è             |
| 94               | Jacopo Guarnieri (ITA)           | 105è             |
| 95               | Ignatas Konovalovas (LTU) (ruta) | 92è              |
| 96               | Miles Scotson (AUS)              | 51è              |
| 97               | Ramon Sinkeldam (NED)            | 76è              |

| Ineos Grenadiers IGD | Ineos Grenadiers IGD            | Ineos Grenadiers IGD |
| -------------------- | ------------------------------- | -------------------- |
| Núm                  | Ciclista                        | Pos                  |
| 101                  | Adam Yates (GBR)                | 2n                   |
| 102                  | Filippo Ganna (ITA) (crono)     | 64è                  |
| 103                  | Lucas Plapp (AUS) (ruta)        | 12è                  |
| 104                  | Andrey Amador Bikkazakova (CRC) | 94è                  |
| 105                  | Michał Kwiatkowski (POL)        | 101è                 |
| 107                  | Elia Viviani (ITA)              | 103è                 |

| Intermarché-Wanty-Gobert Matériaux IWG | Intermarché-Wanty-Gobert Matériaux IWG | Intermarché-Wanty-Gobert Matériaux IWG |
| -------------------------------------- | -------------------------------------- | -------------------------------------- |
| Núm                                    | Ciclista                               | Pos                                    |
| 111                                    | Louis Meintjes (RSA)                   | 17è                                    |
| 112                                    | Tom Devriendt (BEL)                    | 98è                                    |
| 113                                    | Jan Hirt (CZE)                         | 24è                                    |
| 114                                    | Julius Johansen (DEN)                  | 106è                                   |
| 115                                    | Rein Taaramäe (EST) (crono)            | 27è                                    |

| Israel-Premier Tech IPT | Israel-Premier Tech IPT | Israel-Premier Tech IPT |
| ----------------------- | ----------------------- | ----------------------- |
| Núm                     | Ciclista                | Pos                     |
| 121                     | Rudy Barbier (FRA)      | 95è                     |
| 122                     | Sebastian Berwick (AUS) | 22è                     |
| 123                     | Alex Dowsett (GBR)      | 114è                    |
| 124                     | Daryl Impey (RSA)       | 53è                     |
| 125                     | Taj Jones (AUS)         | 100è                    |
| 126                     | Rick Zabel (GER)        | 83è                     |

| Jumbo-Visma TJV | Jumbo-Visma TJV            | Jumbo-Visma TJV |
| --------------- | -------------------------- | --------------- |
| Núm             | Ciclista                   | Pos             |
| 131             | Tom Dumoulin (NED) (crono) | 41è             |
| 132             | Koen Bouwman (NED)         | 28è             |
| 133             | Chris Harper (AUS)         | 13è             |
| 134             | Olav Kooij (NED)           | 107è            |
| 135             | Timo Roosen (NED) (ruta)   | 56è             |
| 136             | Jos van Emden (NED)        | 54è             |

| Lotto-Soudal LTS | Lotto-Soudal LTS          | Lotto-Soudal LTS |
| ---------------- | ------------------------- | ---------------- |
| Núm              | Ciclista                  | Pos              |
| 141              | Jarrad Drizners (AUS)     | NP-7             |
| 142              | Matthew Holmes (GBR)      | 32è              |
| 143              | Michael Schwarzmann (GER) | 108è             |
| 144              | Xandres Vervloesem (BEL)  | 63è              |

| Movistar Team MOV | Movistar Team MOV                  | Movistar Team MOV |
| ----------------- | ---------------------------------- | ----------------- |
| Núm               | Ciclista                           | Pos               |
| 151               | Carlos Verona Quintanilla (ESP)    | 6è                |
| 152               | William Barta (USA)                | 40è               |
| 153               | Mathias Norsgaard Jørgensen (DEN)  | 57è               |
| 154               | Max Kanter (GER)                   | 85è               |
| 155               | Óscar Rodríguez Garaicoechea (ESP) | 20è               |
| 156               | Sergio Samitier (ESP)              | 55è               |
| 157               | Albert Torres Barceló (ESP)        | 44è               |

| Quick-Step Alpha Vinyl QST | Quick-Step Alpha Vinyl QST | Quick-Step Alpha Vinyl QST |
| -------------------------- | -------------------------- | -------------------------- |
| Núm                        | Ciclista                   | Pos                        |
| 161                        | Mark Cavendish (GBR)       | 88è                        |
| 163                        | Fausto Masnada (ITA)       | 26è                        |
| 164                        | Michael Mørkøv (DEN)       | 74è                        |
| 165                        | Stijn Steels (BEL)         | 80è                        |
| 166                        | Stan Van Tricht (BEL)      | 78è                        |
| 167                        | Ethan Vernon (GBR)         | 82è                        |

| BikeExchange-Jayco BEX | BikeExchange-Jayco BEX  | BikeExchange-Jayco BEX |
| ---------------------- | ----------------------- | ---------------------- |
| Núm                    | Ciclista                | Pos                    |
| 171                    | Dylan Groenewegen (NED) | 102è                   |
| 172                    | Sam Bewley (NZL)        | 122è                   |
| 173                    | Kaden Groves (AUS)      | 118è                   |
| 174                    | Damien Howson (AUS)     | 29è                    |
| 175                    | Luka Mezgec (SLO)       | 89è                    |
| 176                    | Kelland O'Brien (AUS)   | 121è                   |
| 177                    | Campbell Stewart (NZL)  | 111è                   |

| Team DSM DSM | Team DSM DSM             | Team DSM DSM |
| ------------ | ------------------------ | ------------ |
| Núm          | Ciclista                 | Pos          |
| 181          | Romain Bardet (FRA)      | 9è           |
| 182          | Thymen Arensman (NED)    | 16è          |
| 183          | Cees Bol (NED)           | 104è         |
| 184          | Alberto Dainese (ITA)    | 67è          |
| 185          | Andreas Leknessund (NOR) | 18è          |
| 186          | Niklas Märkl (GER)       | 90è          |
| 187          | Joris Nieuwenhuis (NED)  | DNF-7        |

| Trek-Segafredo TFS | Trek-Segafredo TFS           | Trek-Segafredo TFS |
| ------------------ | ---------------------------- | ------------------ |
| Núm                | Ciclista                     | Pos                |
| 191                | Marc Brustenga Masagué (ESP) | 99è                |
| 192                | Dario Cataldo (ITA)          | 25è                |
| 193                | Jakob Egholm (DEN)           | 110è               |
| 194                | Emīls Liepiņš (LAT)          | 87è                |
| 195                | Simon Pellaud (SUI)          | 47è                |